# Hirokazu Ninomiya
Hirokazu Ninomiya, född 22 november 1917 i Hyōgo prefektur, Japan, död 7 mars 2000, var en japansk fotbollsspelare.